# Passatempo (Osimo)
Passatempo (Passadèmpo in dialetto locale) è una frazione del comune di Osimo, in provincia di Ancona.

## Geografia fisica
La frazione di Passatempo dista 5,46 km verso sud-ovest dal centro abitato di Osimo, capoluogo comunale.
Sorge nella vallata del fiume Fiumicello affluente del Musone: Il Fiumicello divide in due la Frazione e precisamente Passatempo basso (Casette) e Passatempo alto (Paradiso). Il collegamento è assicurato da un ponte della strada provinciale 361.

## Storia

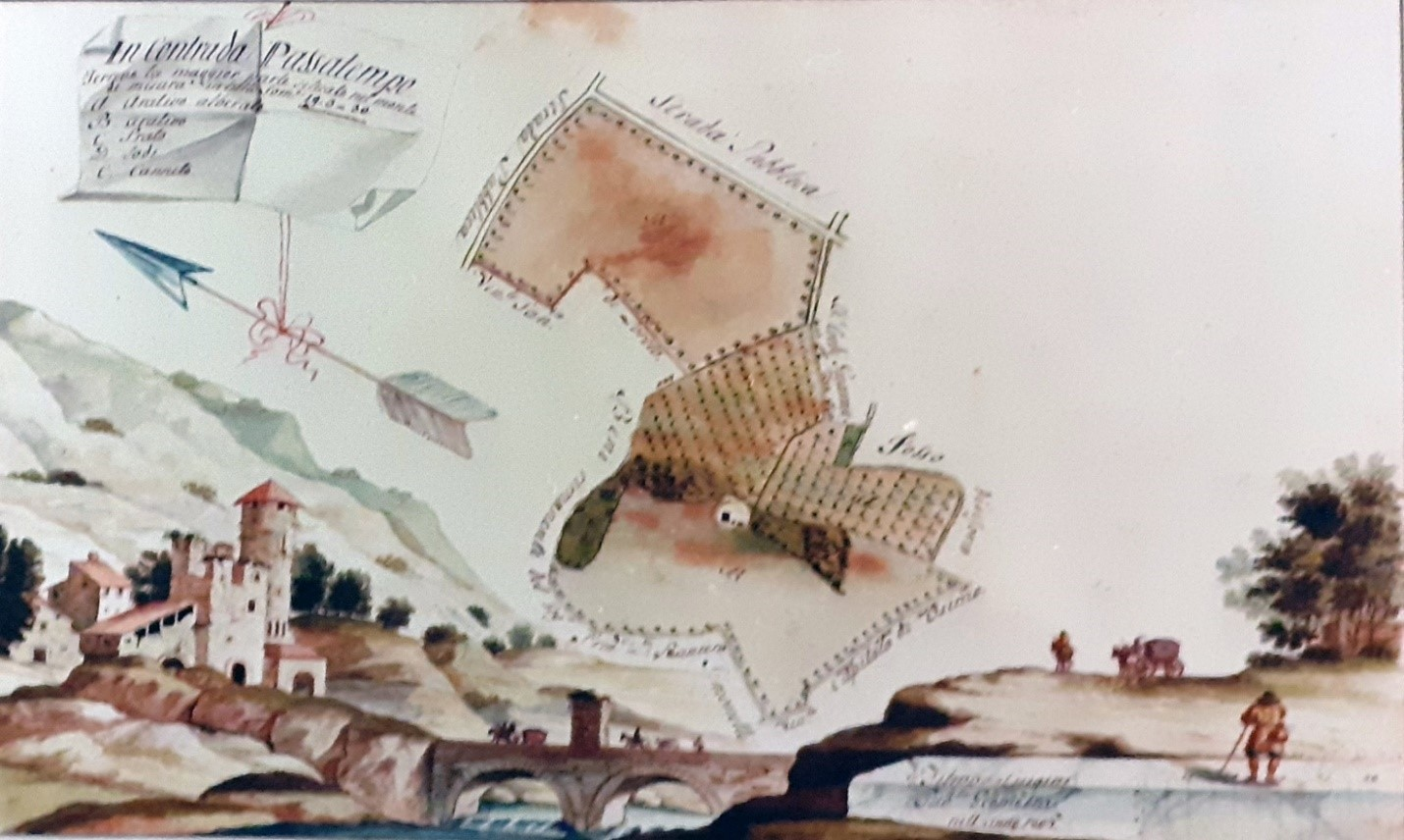
Cabreo settecentesco che rappresenta il ponte sul Fiumicello in contrada Passatempo

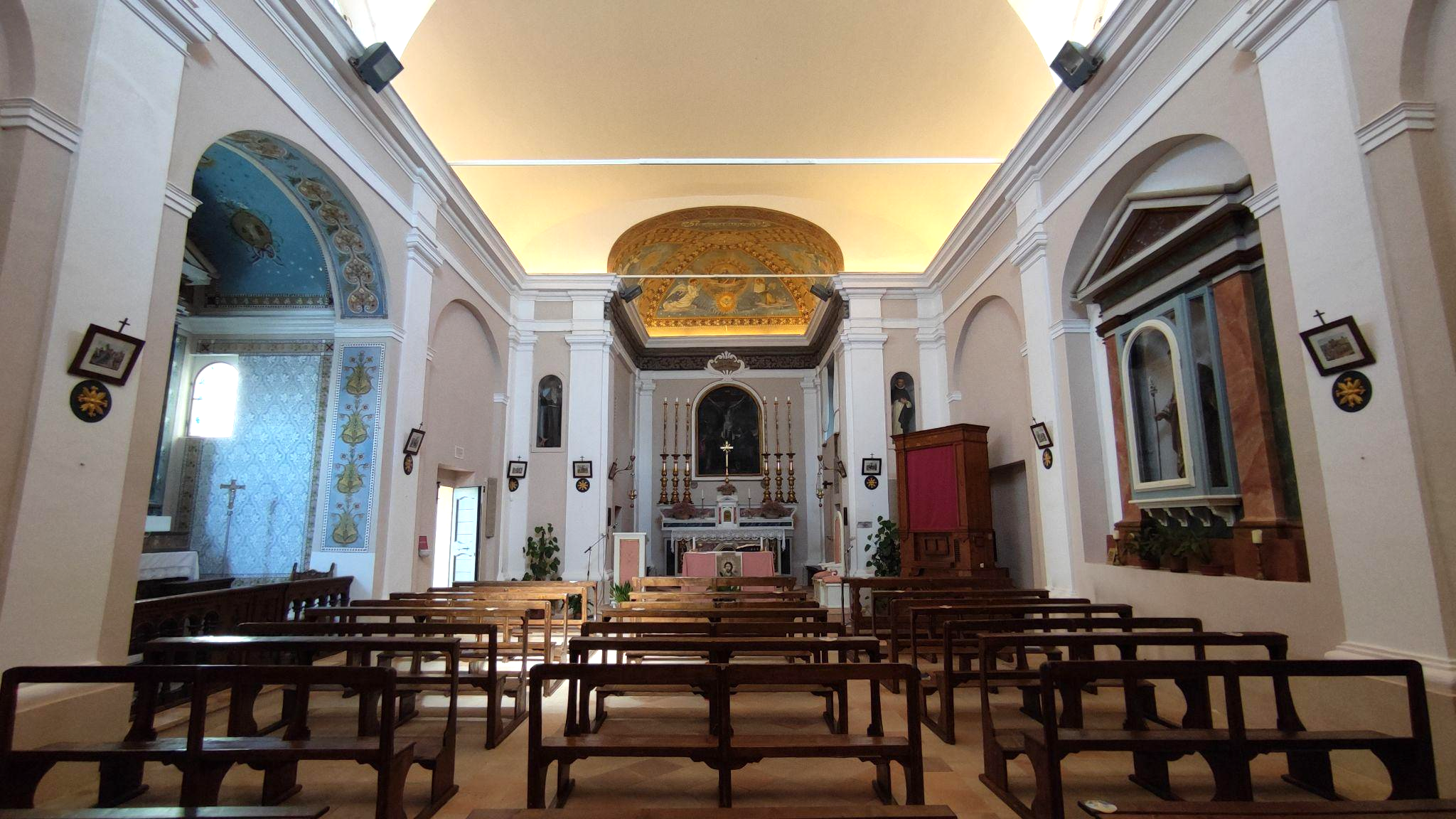
Foto dell'interno della chiesa in via Paradiso in Passatempo

L'etimo del nome sembra che derivi da "Passo del Tempio" per una presenza di un presidio dei Cavalieri Templari (della vicina Commenda Templare di Montetorto oggi denominata Casenuove frazione di Osimo) sul guado del fiume Fiumicello, luogo obbligato di transito della vecchia via Settempedana. Strada di collegamento da Ancona a Roma, oggi denominata strada provinciale 361, che attraversa Passatempo e collega Osimo a Montefano (MC).